# Таудса
Таудса (ест. Taudsa) — село в Естонії, входить до складу волості Риуге, повіту Вирумаа.